# Monanthotaxis
Monanthotaxis este un gen de plante angiosperme din familia Annonaceae.

## Specii[1]
- Monanthotaxis ambrensis
- Monanthotaxis angustifolia
- Monanthotaxis barteri
- Monanthotaxis bicornis
- Monanthotaxis boivinii
- Monanthotaxis bokoli
- Monanthotaxis brachytricha
- Monanthotaxis buchananii
- Monanthotaxis caesia
- Monanthotaxis caffra
- Monanthotaxis capea
- Monanthotaxis cauliflora
- Monanthotaxis chasei
- Monanthotaxis congoensis
- Monanthotaxis diclina
- Monanthotaxis dictyoneura
- Monanthotaxis discolor
- Monanthotaxis discrepantinervia
- Monanthotaxis elegans
- Monanthotaxis faulknerae
- Monanthotaxis ferruginea
- Monanthotaxis filamentosa
- Monanthotaxis foliosa
- Monanthotaxis fornicata
- Monanthotaxis germainii
- Monanthotaxis gilletii
- Monanthotaxis glaucocarpa
- Monanthotaxis glomerulata
- Monanthotaxis heterantha
- Monanthotaxis klainii
- Monanthotaxis laurentii
- Monanthotaxis le-testui
- Monanthotaxis letouzeyi
- Monanthotaxis littoralis
- Monanthotaxis lucidula
- Monanthotaxis madagascariensis
- Monanthotaxis malacophylla
- Monanthotaxis mannii
- Monanthotaxis micrantha
- Monanthotaxis mortehani
- Monanthotaxis nimbana
- Monanthotaxis oligandra
- Monanthotaxis orophila
- Monanthotaxis parvifolia
- Monanthotaxis pellegrinii
- Monanthotaxis pilosa
- Monanthotaxis podocarpa
- Monanthotaxis poggei
- Monanthotaxis schweinfurthii
- Monanthotaxis sororia
- Monanthotaxis stenosepala
- Monanthotaxis trichantha
- Monanthotaxis trichocarpa
- Monanthotaxis valida
- Monanthotaxis whytei
- Monanthotaxis vogelii